# Моя піднесена мета
Моя піднесена мета (англ. My Object All Sublime) — науково-фантастичне оповідання Роберта Гайнлайна, опубліковане 1942 року журналом Future Fiction.
Пізніше включене до збірки «Поза основною лінією» (2005).

## Сюжет
Репортера надсилають описати дивні події на розі 7-ї авеню та Спрінг стріт. Там він спостерігає безлад на проїжджій частині через різкий запах скунса, який починав йти від водіїв, які тільки но порушили правила дорожнього руху. Йому вдається схопити людину-невидимку, яка таким дивним чином карала порушників.
Репортеру подобається даний спосіб, і він відсилає в редакцію статтю, не розкриваючи особи винуватця, а сам приєднується до його команди. Невидимка-науковець винайшов прилад, що змушує світлові хвилі огинати його.
Вдвох вони по черзі продовжували «виховну роботу» на дорогах 4 дні, допоки вченого не забрали в поліцію, спіймавши на виготовленні виділень скунса.
Шукаючи спосіб визволити свого напарника і не привернути увагу до себе, репортер попросив свою знайому скористатись приладом-невидимкою і залишитись в камері замість науковця.
Науковець, вийшовши в невидимим на вулицю, одразу ж потрапляє в пригоду, де випадково визволяє від викрадачів внука вливової людини.
Вдячний дідусь допоміг зам'яти «неприємно пахнучі» інциденти. Поліцейських вдовольнило пояснення вченого про його природну непримітність.